# St. Laurentius (Maua)

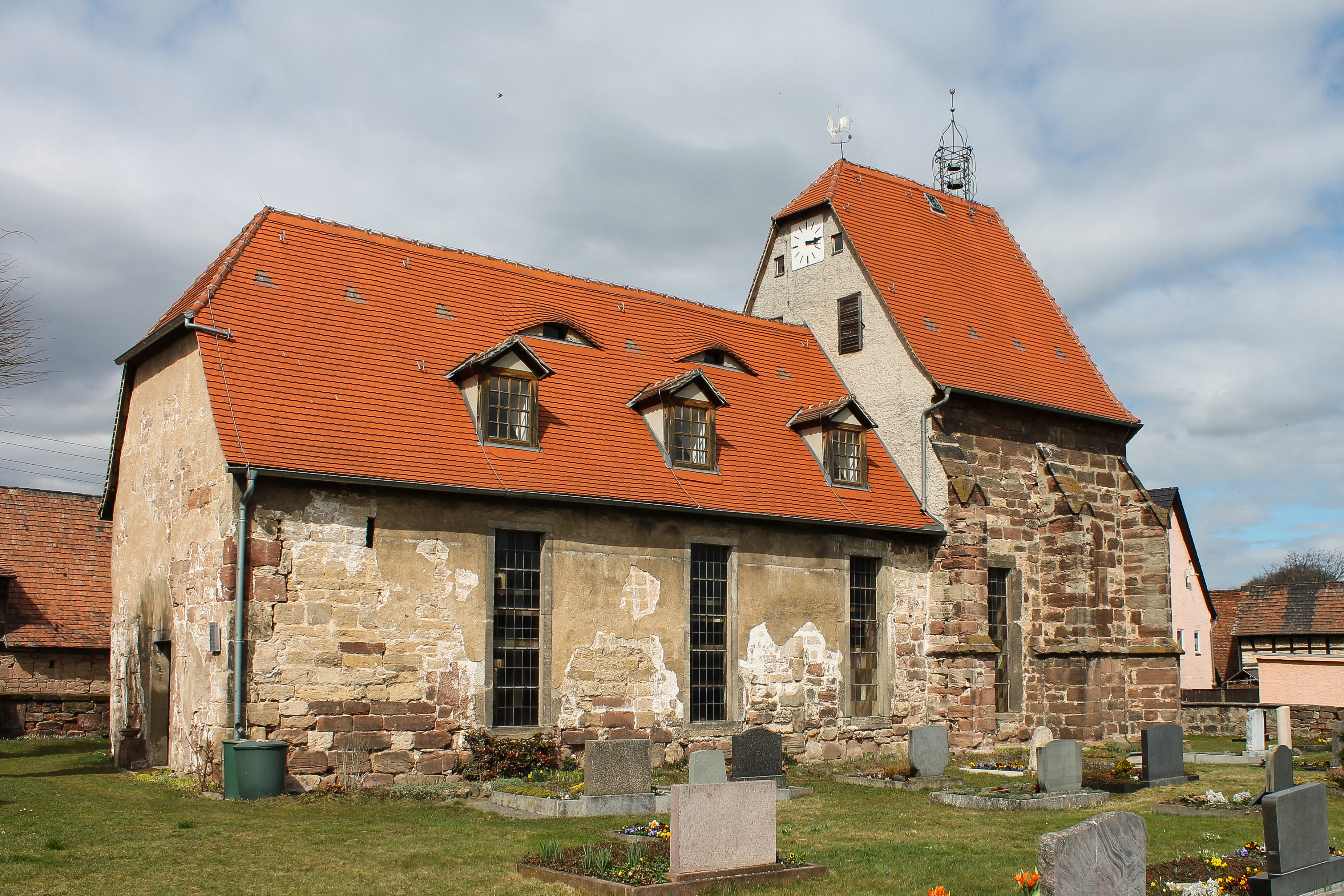
Die Kirche St. Laurentius

St. Laurentius ist die evangelische Kirche im Ortsteil Maua der Stadt Jena in Thüringen.

## Bauwerk
Die Kirche liegt mitten im Ort Maua neben dem historischen Friedhof. 1468 wurde gemäß einer Inschrift am nördlichen Strebepfeiler der Bau des gotischen Chors begonnen. Das vorhandene romanische Mauerwerk einer Vorgängerkapelle oder -kirche wurde mit einbezogen. Kirchenpatron ist der heilige Märtyrer Laurentius. Der Chor ist geostet und besteht aus einem Joch mit dreiseitig polygonalem Schluss. Er hat ein Kreuzrippengewölbe, die Rippen reiten auf Konsolen, die als Köpfe ausgebildet sind oder Maßwerk tragen. Der Schlussstein im Gewölbe ist verziert und trägt die Jahreszahl 1483. Licht fällt durch Lanzettfenster in den Raum. In der Nordwand des Chors ist eine Sakramentsnische mit spätgotischem Giebel eingelassen. Außen wird der Chor durch Strebepfeiler und durch umlaufende profilierte, verkröpfte Sockel und Dachgesimse bestimmt.
Der in spätgotischer Zeit begonnene Bau wurde erst nach einigen Jahrhunderten vollendet, als man ein schlichtes Langhaus in derselben Breite wie der Chor errichtete, das 1819 vollendet wurde. Aus jener Zeit stammt der Glockenstuhl aus eisernem Stangenwerk auf dem Dach des Chors. Das Langhaus wurde bis zum Dachstuhl erhöht und der Höhe des Chors angeglichen.
Das Innere der Saalkirche ist einfach gehalten. Es enthält eine dreiseitige Empore, die an den Langseiten zweigeschossig ist. Diese, wie auch der Kanzelaltar, wurden im frühen 19. Jahrhundert errichtet und 1968/69 erneuert.

## Ausstattung
- ein kniender Taufengel aus Holz, 18. Jahrhundert
- Glocke, gegossen von Johann Berger, Weimar (1649)
- spätgotischer Schrank mit Schablonenmalerei[2]
- zwei dreiteilige, holzgeschnitzte Flügelaltäre:
  - ein gotischer Schnitzaltar aus dem frühen 15. Jahrhundert mit einer Mariendarstellung mit dem Leichnam Christi und
  - ein Altar aus dem 15. Jahrhundert mit Maria und dem Jesuskind mit der heiligen Maria Magdalena und heiligen Barbara, geschnitzt möglicherweise in der Werkstatt des Altenburger Bildschnitzers Franz Geringswald.[3][4]